# Olidiana lamina
Olidiana lamina är en insektsart som beskrevs av Nielson 1982. Olidiana lamina ingår i släktet Olidiana och familjen dvärgstritar. Inga underarter finns listade i Catalogue of Life.